# Кливленд (город, Миннесота)
Кливленд (англ. Cleveland) — город в округе Ле-Сур, штат Миннесота, США. На площади 1,5 км² (1,5 км² — суша, водоёмов нет), согласно переписи 2002 года, проживают 673 человека. Плотность населения составляет 434,6 чел./км².
- Телефонный код города — 507
- Почтовый индекс — 56017
- FIPS-код города — 27-11872[2]
- GNIS-идентификатор — 0641329[3]